# Willem Hendrik Keesom
Willem Hendrik Keesom, född 21 juni 1876, död 3 mars 1956, var en nederländsk fysiker.
Willem Hendrik Keesom blev professor i Utrecht 1918 och i Leiden 1923. Han undersökte teoretiskt och experimentellt olika ämnens egenskaper i närheten av den absoluta nollpunkten. Keesom lyckades 1926 framställa fast helium, vilket ämne befanns sakna trippelpunkt.